# Фатон Пеци
Фатон Пеци (алб. Faton Peci; Титова Митровица, 16. јун 1982) албански је политичар са Косова и Метохије. Актуелни је министар пољопривреде, шумарства и руралног развоја Републике Косово и председник странке Усуди се, као и бивши припадник терористичке Ослободилачке војске Косова (ОВК).